# Index Kewensis
L'Index Kewensis (IK) è una pubblicazione mantenuta dai Royal Botanic Gardens di Kew, finalizzata alla registrazione di tutti i nomi botanici per le Spermatophytae al livello di specie e genere.
Nel tempo, essa incluse anche i nomi delle famiglie tassonomiche e dei livelli inferiori alla specie.

## Storia
Le basi di questa impresa furono gettate da Benjamin Daydon Jackson della Linnaean Society, diretta da Joseph Dalton Hooker a Kew.
Charles Darwin fornì i fondi necessari per il progetto di indicizzazione negli anni '80 del XIX secolo, 250 GBP all'anno per un periodo di 5 anni, sottoscrivendo nelle sue volontà testamentarie che vi si provvedesse.
Per la selezione delle citazioni dei nomi di piante, si assunse come punto di partenza l'anno 1753, cioè l'anno di pubblicazione dell'opera Systema Naturae di Linnaeus.
Darwin incontrò delle difficoltà nell'applicarle alle piante che studiava e la direttiva di Hooker era che si realizzasse "la compilazione di un Indice dei Nomi e dell Autorità di tutte le piante floreali note e dei loro paesi".
Sebbene l'Index non abbia mai conseguito questo obiettivo originale, per oltre 100 anni fu la pubblicazione più completa del settore.
Successivamente all'aggregazione con il Gray Herbarium Index e l'Australian Plant Name Index, questo lavoro costituisce le fondamenta per un database che dovrebbe portare a compimento l'obiettivo iniziale di Hooker.
Tentativi precedenti di realizzazione di un Index completo si basavano su fonti secondarie, mentre l'Index Kewensis costituiva il primo tentativo di riportare i dettagli della pubblicazione originale dei nomi.
Era inclusa anche una nota sul paese di origine delle piante.
Le pubblicazioni di De Candolle, Pfeiffer e Bentham furono i modelli per l'accettazione dei nomi.
Comunque, l'editore accettava che non tutte le fonti precedenti fossero incluse; questo portava talvolta a errori conseguenti nella nomenclatura botanica.
Lo scopo del progetto cambiò già nelle prime edizioni, poiché l'editore notò che l'inclusione di tutti i sinonimi era troppo ambiziosa.
In principio, l'opera indicava l'accettazione di un nome più come un nomenclatore piuttosto che come un Index, ma fino al 1913 evitò di formulare giudizi tassonomici nelle sue citazioni.
La correttezza del documento era soggetta a critiche, in quanto rappresentava esclusivamente il "punto di vista di Kew" sulla validità della nomenclatura, mentre l'obiettivo del progetto di essere un Index avrebbe garantito all'opera una maggiore accettazione internazionale.
Una descrizione dei lavori sistematici di Hooker fatta da F. O. Bower mette in risalto che lo "schema originò dalla difficoltà che egli trovò nell'accurata denominazione delle piante" e anticipa l'importanza di quest'opera,
"Sicuramente non vi sarà mai maggiore beneficio tecnico per una generazione futura di quanto apportato dai veterani della scienza con questo Index. Esso spiana la via per ogni tassonomista che verrà dopo. Esso si pone come un monumento per un'amicizia intima. Reca testimonianza alla munificenza di Darwin e all'infaticabile cura personale di Hooker."
.

## Edizioni
Una copia stampata fu ripubblicata nel 1996, dando accesso ai dettagli dei nomi delle piante della pubblicazione originale; questi furono resi disponibili anche nel formato di microfiche come Cumulated Index Kewensis.
L'opera intitolata Kew Index fu pubblicata dal 1986 fino al 1989.
Il primo Index conteneva i nomi scientifici di 400.000 specie; successivamente furono pubblicati regolarmente dei supplementi con gli aggiornamenti dei nuovi nomi pubblicati.
I supplementi furono pubblicati ogni 5 anni: ognuno aggiungeva circa 6.000 nuovi nomi all'Index, per un totale di oltre 1.000.000 di nomi compilati.
Dal sedicesimo supplemento, si iniziò a includere i dettagli bibliografici ai livelli di famiglia e infraspecifici. Gli ultimi supplementi annuali includevano anche felci e specie ad esse collegate.
Una versione digitale dell'Index fu pubblicata su Compact Disc.
Una versione digitale fu anche incorporata con altri Index sotto il nome di International Plant Names Index (IPNI), che si può ritenere abbia soddisfatto l'intenzione originaria di Hooker, la realizzazione di un indice completo dei nomi delle piante.
Nel catalogo IPNI, le voci dell'Index Kewensis sono designate con l'abbreviazione "(IK)".